# HP Quality Center
HP Quality Center представляет собой законченную интегрированную систему для обеспечения управления процессами контроля качества на всех этапах разработки ПО.
В HP Quality Center включены средства организации и проведения тестирования (ручного).

## Архитектура, платформа
HP Quality Center представляет собой трёхзвенную систему, состоящую из базы данных, сервера приложений и толстого клиента — надстройки для браузера.
База данных может быть размещена в файловой системе, либо в уже существующей СУБД (например, MS SQL Server, Oracle). При этом создаётся отдельная БД (в Oracle — схема) для настроечной информации и метаданных и отдельная база данных для каждого проекта.
Поддерживается множество операционных систем, серверов приложений и серверов баз данных: Windows, RedHat Linux, Solaris, SUSE Linux, AIX. В поставку HP Quality Center входит сервер приложений JBoss.
Последнее утверждение не соответствует истине. Поддерживается только Windows. При практическом использовании в браузере вы получите сообщение
"Netscape : 5.0 (Macintosh; Intel Mac OS X 10_9_5) AppleWebKit/537.36 (KHTML, like Gecko) Chrome/39.0.2171.95 Safari/537.36 is not supported! 
Only Internet Explorer 7, Internet Explorer 8, Internet Explorer 9 and Internet Explorer 10 are supported."
Что в общем отстраняет большую часть аудитории и лишает распространенности. По некоторым сведениям использует компоненты [ActiveX] и не имеет альтернатив в базовой поставке.

## Структура и функции
HP Quality Center содержит пять модулей, тесно интегрированных между собой и обеспечивающих непрерывность процесса тестирования:
1. Management — в данном модуле регистрируются версии программного обеспечения, подлежащие тестированию. Сущность «Release» может иметь дочернюю сущность «Cycle», означающую цикл тестирования.
2. Requirements management — в данном модуле описываются требования. Как правило, каждому требованию соответствует одна сущность «Requirement». Допускается многократная вложенность требований, а также различные типы требований (в том числе, создаваемые пользователями).
3. Test Plan — в данном модуле создаются планы тестирования. Есть возможность генерации иерархии тестов напрямую из иерархии требований. Тесты могут быть описаны вплоть до шагов, в которых определяется ожидаемое состояние системы.
4. Test Lab — в данном модуле отдельные тесты объединяются в последовательности, задаются условия запуска тестов в зависимости от успешности запуска предыдущих, создаётся расписание запуска тестов, осуществляется запуск тестов вручную.
5. Defects management — данный модуль представляет собой систему отслеживания ошибок, интегрированную со всеми другими модулями. То есть, возможно зарегистрировать ошибку как в требовании (модуль Requirements), так и в тесте или шаге теста (Test Plan), так и в конкретном запуске теста (Test Lab).

### Общие функции всех модулей
- При создании и редактировании каждой из сущностей HP Quality Center позволяет приложить к сущности произвольный файл, сделать скриншот (как всего экрана, так и отдельных экранных элементов), приложить данные о системной конфигурации.
- Пользователь, обладающий правами администратора, имеет возможность изменять наименования большинства атрибутов каждой сущности (некоторые из них сделаны неизменяемыми), а также добавлять новые атрибуты.
- HP Quality Center позволяет устанавливать e-mail-оповещения о различных событиях, например:
  - Дизайнеру теста приходит оповещение о том, что на его тест зарегистрирован дефект.
  - Исполнителю теста приходит оповещение о том, что его тест исполнился с ошибкой.
- Ряд модулей допускает создание новых кнопок на панели инструментов, при этом код пишется на Visual Basic. Доступ к данным осуществляется через внутренние абстрактные механизмы HP Quality Center и не зависит от типа используемой БД.

## Лицензирование
Лицензируется количество пользователей, которые могут одновременно работать с каждым из модулей в отдельности.
Так как нередко разработчики ПО имеют доступ только к системе отслеживания ошибок, лицензии на модуль Defects стоят дешевле остальных лицензий.